# Universität Neues Usbekistan
Die Universität Neues Usbekistan (usbekisch Yangi O'zbekiston universiteti; englisch New Uzbekistan University) ist eine staatliche usbekische Universität in Taschkent. Sie wurde 2021 durch Präsidentenerlass als erste öffentliche autonome Universität mit dem Anspruch, einen Spitzenplatz in Forschung und Lehre einzunehmen, gegründet. Sie gehört zum präsidialen Bildungssystem Usbekistans. Die Gebäude der Campus-Universität befinden sich im Stadtteil Mirzo Ulugʻbek und erfüllen den BREEAM-Standard für nachhaltige Gebäude.

## Organisation

### Hochschulleitung
Die Universität verfügt über eine Rektoratsverfassung. Der Rektor unterliegt den Entscheidungen des akademischen Universitätsrats der Universität. Außerdem ist mit Wolfgang A. Herrmann, einem ehemaligen Chemie-Professor und langjährigen Präsidenten der TU München, ein Ehrenpräsident ernannt worden, der dem Präsidenten beratend zur Seite steht. Dem Rektor sind vier Prorektoren sowie ein Kanzler für die Hochschulverwaltung und Führung des nichtwissenschaftlichen Personals unterstellt:
- Universitätsrat (englisch University Council)
- Ehrenpräsident (englisch Honorary President)
- Rektor (englisch Rector)
  - Erster Prorektor für akademische Angelegenheiten (englisch First Vice-Rector for Academic Affairs): Herr Bahodir Ahmedov Bobomurodovich
    - Akademische Verwaltung (englisch Academic Administration)
      - Abteilung für akademische Angelegenheiten (englisch Department for Academic Affairs)
      - Zulassungsabteilung (englisch Admission Department)
      - Serviceeinheit für Bildungsprozesse (englisch Educational process service unit)

    - Dekanate (englisch Deaneries)
    - Abteilungen (englisch Departments)

  - Vizerektor für Jugend- und geistliche Bildungsangelegenheiten (englisch Vice-Rector for Youth and Spiritual Education Affairs): Frau Eʼzozxon Karimova Gapirjonovna
    - Abteilung für Spiritualität und Aufklärung (englisch Department of Spirituality principle and Enlightenment)
      - Studentenunterkunft (englisch Student Lodging)

    - Abteilung für studentische Angelegenheiten (englisch Department of Student Affairs)
      - Arbeitsagentur (englisch Career Center)

  - Prorektor für Innovation und Forschung (englisch Vice-Rector for Innovation and Research): Herr Bakhtiyor Yuldashev Gayradjonovich
    - Abteilung für Strategie, Forschung und Entwicklungszusammenarbeit (englisch Department of Strategy, Research und Development Cooperation)
      - Abteilung für industrielle Zusammenarbeit (englisch Department of Industrial Cooperation): Herr Azizbek Shukurov
      - Abteilung für strategische Entwicklung, Innovation und Forschung (englisch Department of Strategic Development, Innovation and Research)

    - Informations- und Ressourcenzentrum (englisch Information and Resource Center)
    - Forschungseinheit (englisch Research Unit)

  - Prorektor für Finanzen und Wirtschaft (englisch Vice-Rector for Finance and Economics): Herr Elmurod Rustamov Dilmuratovich (kommissarisch)
    - Abteilung für Finanzmanagement (englisch Department of Financial Management)
    - Buchhaltung (englisch Accounting Department)
    - Beschaffungs- und Lieferabteilung (englisch Procurement and Supply Department)
    - Abteilung für IT-Management (englisch Department of IT Management)

  - Kanzler (englisch Rector's (Provost's) Counsel)
    - Assistent des Rektors (englisch Recotor's Assistant)
    - Abteilung für analytische Steuerung und Überwachung (englisch Analytical Control and Monitoring Department)
    - Abteilung für Öffentlichkeitsarbeit und Marketing (englisch Department of Public Relations and Marketing)
      - Multimedia Center (englisch Multimedia Center)

    - Abteilung für internationale Zusammenarbeit (englisch Department of International Cooperation)
    - Abteilung für Personalwesen, Personalbeschaffung und Betrieb mit ausländischen Spezialisten (englisch Department of Human Resources, Recruitment and Operations with Foreign Specialists)
    - Rechtsabteilung (englisch Legal Department)
    - Zentrum für Weiterbildung (englisch Center for Continuing Education)

### Fakultäten
Die Universität gliedert sich in 5 Fakultäten (englisch Schools), die sich wiederum in 12 Abteilungen (englisch Departments) unterteilen.
- Fakultät Ingenieurwissenschaften (englisch School of Engineering)
  - Abteilung für Maschinenbau (englisch Department of Mechanical Engineering)
  - Abteilung für Chemie- und Materialwissenschaften (englisch Department of Chemical & Material Science Engineering)
- Fakultät Informatik (englisch School of Computing)
  - Abteilung für Informatik (englisch Department of Computer Science)
  - Abteilung für Künstliche Intelligenz (englisch Department of Artificial Intelligence)
- Fakultät für Geistes- und Naturwissenschaften (englisch School of Humanities & Natural Sciences)
  - Abteilung Mathematik (englisch Department of Mathematics)
  - Abteilung Wirtschaftswissenschaften (englisch Department of Economics)
  - Abteilung Pädagogik (englisch Department of Education)
- Fakultät für Management (englisch School of Management)
  - Abteilung Industriemanagement (englisch Department of Industrial Management)
  - Abteilung Betriebswirtschaftslehre (englisch Department of Business Administration)
- Fakultät für akademische Exzellenz (englisch School of Academic Excellence)
  - Abteilung für Englisch (englisch Department of English)
  - Abteilung für Allgemeinbildung (englisch Department of General Education)

## Geschichte
Die Universität wurde durch einen Erlass des usbekischen Präsidenten Shavkat Mirziyoyev errichtet. Kurz nach der Eröffnung im Sommer 2021 starteten die ersten Abiturienten mit einem Orientierungsjahr (englisch Foundation Year), um alle Studierenden auf einen einheitlichen Leistungsstand zu bringen. Da alle Kurse auf Englisch gehalten werden, gehören auch englische Sprachkurse zum Curriculum, die vom Cambridge Assessment International Education organisiert werden. Angepasst an den Bedarf des Landes an Absolventen im ingenieurwissenschaftlichen Bereich starteten 2022 die ersten drei Bachelorstudiengänge Maschinenbau, Chemieingenieurwesen und Softwaretechnik. Im Laufe der nächsten Jahre soll dann das Studienangebot auf die Bereiche Natur- und Humanwissenschaften ausgeweitet werden.

## Internationale Partner
Die NUU kooperiert mit dem MIT, um die Fähigkeiten des Lehrpersonals weiterzuentwickeln, sowie mit der TUM, um die technischen Fähigkeiten weiterzuentwickeln und die Kooperation mit der Industrie zu fördern.

## Lehre und Studium
Alle Bachelor-Studiengänge werden auf Englisch unterrichtet.